# Bonze
Der umgangssprachliche, abwertende Ausdruck Bonze wird als Fremdbezeichnung für reiche oder einflussreiche Personen in Gesellschaft, Wirtschaft oder Politik verwendet, zum Beispiel Geschäftsführer großer Unternehmen oder Funktionäre von Parteien (vgl. „Parteibonzen“), die ihre Macht zur persönlichen Bereicherung missbraucht haben und ohne entsprechende Leistungen zu ihrem Posten und Wohlstand gekommen sind.

## Etymologische Herkunft
Der Ausdruck „Bonze“ bezeichnete ursprünglich einen buddhistischen Mönch oder Priester und stammt aus dem Japanischen. Die Entlehnungsabfolge ist französisch bonze < portugiesisch bonzo <  jap. 坊主 bōzu oder 凡僧 bonsō. Als bonzii findet es sich 1552 bei Francisco de Xavier und als bonze 1688 in Gabriel de Magalhães’ Nouvelle relation de la Chine.

## Verwendung als Schimpfwort

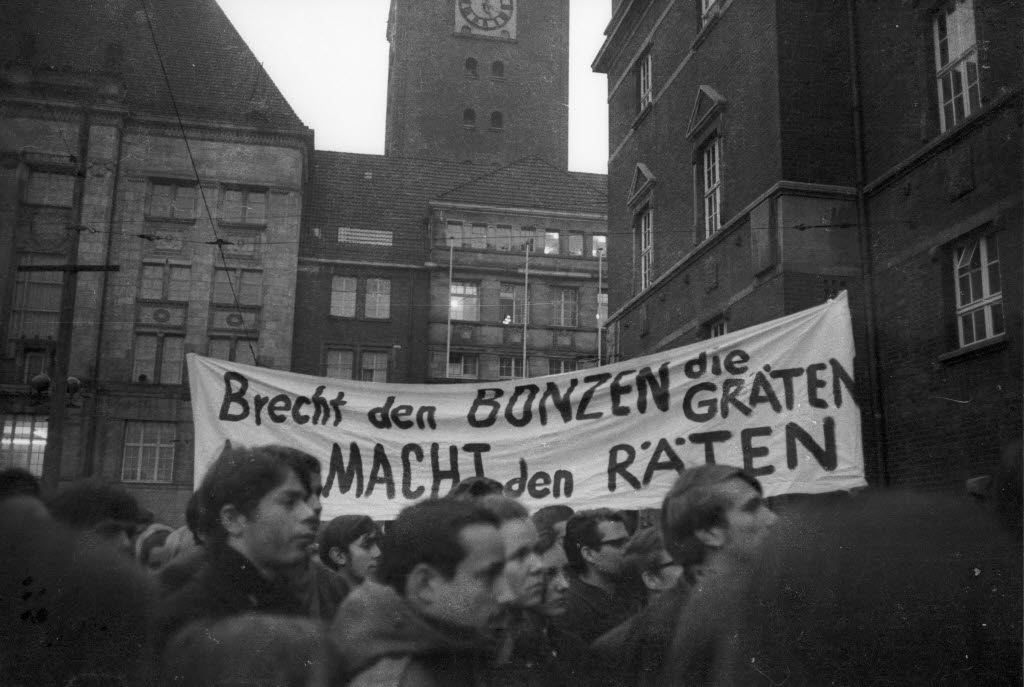
Kundgebung in Kiel 1968: Brecht den Bonzen die Gräten. Alle Macht den Räten.

Etwa seit Christoph Martin Wieland 1767 wurden mit dem Ausdruck bigotte Priester gescholten. Diese Bedeutung findet sich etwa in Schillers Gedicht Der Venuswagen in dem Vers Die ihr in das Eis der Bonzenträne / Eures Herzens geile Flammen mummt, / Pharisäer mit der Janusmiene! / Tretet näher – und verstummt.
Laut Adolf Josef Storfer bekam das Wort im 19. Jahrhundert dann im Deutschen eine weltliche Bedeutung und wurde auf Staatsmänner, Vorgesetzte und Inhaber von hohen Ämtern angewendet. Um 1890 wurde es außerdem innerhalb der Arbeiterbewegung zu einer spöttischen Bezeichnung für die sozialdemokratischen Inhaber von staatlichen oder kommunalen Ämtern sowie für Gewerkschaftsfunktionäre.

„Dieser Bezeichnung liegt gleichsam der Vorwurf zugrunde, die Führer seien verbürgerlicht, der Masse und ihren revolutionären Neigungen entfremdet. Die Bezeichnung ist schließlich auch von den Gegnern des Sozialismus als Schlagwort gegen dessen Führer aufgegriffen worden“

In derselben Verwendung zur Schmähung von korrupten Parteifunktionären wurde es auch von linken Intellektuellen benutzt, z. B. von Kurt Tucholsky 1923 in seinem Gedicht An einen Bonzen. Ein weiteres Beispiel ist der Roman Bauern, Bonzen und Bomben von Hans Fallada. Innerhalb der politischen Linken findet die Bezeichnung bis heute Verwendung.
Die Verwendung des Begriffs kulminierte in Deutschland insbesondere unter den Nationalsozialisten, bei denen sich das Wort in fast allen Schriften findet und dabei teilweise auch um eine antisemitische Komponente ergänzt wurde. Auch die Weimarer Republik als solche wurde von ihnen als Bonzokratie – „Korruptionsstaat“ – bezeichnet. Nach der Gleichschaltung 1933 nahm die Verwendung jedoch ab.
Auf dem Höhepunkt des Kampfes der Antifaschistischen Aktion gegen die NSDAP wurden von den Kommunisten die Nationalsozialisten als Bonzen bezeichnet. Verbonzung der Partei war auch der Vorwurf, den die Strasser-Gruppe als Begründung für ihre Abspaltung von der NSDAP im Juli 1930 vorbrachte.
Heute wird das Wort „Bonze“ oft für einen Menschen benutzt, der viel Geld hat und es auch zeigt, zum Beispiel durch Statussymbole wie Pelz, teure Autos oder andere Luxusartikel. In der modernen Jugendsprache wird der Ausdruck als Beschimpfung für eine Person verwendet, die Markenprodukte und Statussymbole bevorzugt, sie gerne zur Schau stellt und mit Wertsachen oder Geld protzt; sie soll ausdrücken, dass jemand für „reich, verwöhnt und hochnäsig“ gehalten wird.
In der Punkszene ist „Bonze“ ein abfälliges Schimpfwort für die sozialen Schichten, die über der „Mittelschicht“ stehen. Oft wird der Begriff dort auch für Leute gebraucht, die sich etwas feiner und modischer kleiden.